# Tigres de Uriangato
Los Tigres de Uriangato fue un equipo de béisbol que participó en la Liga Invernal Mexicana con sede en Uriangato, Guanajuato, México.

## Historia
Los Tigres debutaron en la LIM en la Temporada 2016-2017, y fueron sucursal del equipo Tigres de Quintana Roo que participa en la Liga Mexicana de Béisbol.

## Jugadores

### Roster actual
Actualizado al 17 de noviembre de 2016.
"Temporada 2016-2017"
| Lanzadores: - 8 Esteban Romero - 10 Erick Preciado - 14 Luis Acosta - 16 Marco Ramírez - 28 José Castro - 33 Luis García - 44 Octavio Cisneros Reyna - 48 Iván Zavala - 49 Alejandro Félix - 67 Samuel Zazueta - 92 Juan Ceja - 93 Jorge Delgado - 96 Juan Macías - 97 Oscar Barceló Receptores: - 19 Daniel Sánchez - 43 Andrés Vizcarra - 63 Francisco Moreno |  | Jugadores de Cuadro: - 3 Mario Vega - 17 Abraham Ramos - 61 Miguel Guzmán - 77 Miguel Gamboa - 90 Mario Cabrera - 99 Manuel Orduño Jardineros: - 6 Brandon Villarreal - 7 Omar Lugo - 57 Edgar Robles - 80 Ramón Ramírez Mánager: 45 Emmanuel Rangel |

### Jugadores destacados
Por definir.